# Niente di nuovo sul fronte occidentale (album)
Niente di nuovo sul fronte occidentale è un doppio album studio dei Modena City Ramblers, il tredicesimo della loro carriera. Sono diciotto le canzoni contenute nell'album: scritte, arrangiate e prodotte dai Modena City Ramblers. Registrato allo Yonder Studio di San Polo d'Enza (RE) dal chitarrista della band Luca Serio Bertolini.

## Tracce

### Lato A: Niente di nuovo
1. Niente di nuovo sul fronte occidentale
2. Occupy World Street
3. È primavera
4. C'era una volta
5. La guèra d'l baròt
6. Pasta nera
7. Fiori d'arancio e baci di caffè
8. La luna di Ferrara
9. Beppe e Tore

### Lato B: Sul fronte occidentale
1. Il violino di Luigi
2. Due magliette rosse
3. Tarantella Tarantò
4. La strage delle fonderie
5. Afro
6. Kingstown regatta
7. Il giorno che il cielo cadde su Bologna
8. Nostra Signora dei Depistati
9. Briciole e spine

## Formazione
- Davide "Dudu" Morandi
- Massimo "Ice" Ghiacci
- Francesco "Fry" Moneti
- Leonardo "Leo" Sgavetti
- Roberto "Robby" Zeno
- Franco D'Aniello
- Luca Serio Bertolini

## Collaborazioni
- Daniele Contardo
- Talu Costamagna
- Anna Lometto
- Luciano Gaetani
- Eusebio Martinelli